# داسو میراژ اف۱
داسو میراژ اف۱ (به فرانسوی: Dassault Mirage F1) هواگرد جنگنده برتری هوایی و تهاجمی تک‌سرنشین ساخت شرکت فرانسوی داسو است که به عنوان جایگزینی برای جنگنده‌های خانواده میراژ ۳ تولید شد. حدود ۷۴۰ فروند از این هواپیما بین سال‌های ۱۹۶۶ تا ۱۹۸۳ تولید گردید و از اوایل دهه ۱۹۷۰ در ارتش فرانسه و چندین کشور دیگر دنیا به عنوان یک جنگنده سبک چندمنظوره به کار گرفته شد.

## ویژگی‌ها
میراژ اف۱ از یک موتور SNECMA Atar با ۴۹ کیلو نیوتن گشتاور نیرو در حالت خشک و بیش از ۷۰ کیلو نیوتن با پس‌سوز، نیرو می‌گرفت که این هواپیما را به سرعت ۲٫۲ ماخ (۲۳۳۸ کیلومتر بر ساعت) در ارتفاع ۱۲ هزار متری می‌رساند. شعاع عملیاتی این هواپیما با ۱۴ بمب ۲۵۰ کیلویی در پرواز مرتفع-پست-مرتفع به ۴۲۵ کیلومتر می‌رسید ضمن اینکه از قابلیت سوخت‌گیری هوایی و حمل سوخت اضافی هم برخوردار بود و برخی مدل‌های آن حتی توانایی سوخت‌رسانی به یکدیگر را هم داشتند. میراژ اف۱ در مأموریت‌های گشت هوایی جنگی با دو موشک سوپر ۵۳۰ و سوخت اضافی در حدود دو ساعت و ۱۵ دقیقه مداومت پروازی داشت و سقف پرواز خدمتی آن ۲۰ هزار متر بود. سرعت صعود این هواپیما در ارتفاع بالا ۲۴۳ متر بر ثانیه بود. میراژ اف۱ به دو تیربار ۳۰ میلی‌متری دفا مسلح می‌شد که هر یک ۱۵۰ گلوله داشتند و قادر بود تا انواع مختلف موشک‌های هوابه‌هوا، هوابه‌سطح، راکت و بمب و تجهیزات شناسایی را با خود حمل کند.

## طراحی و توسعه

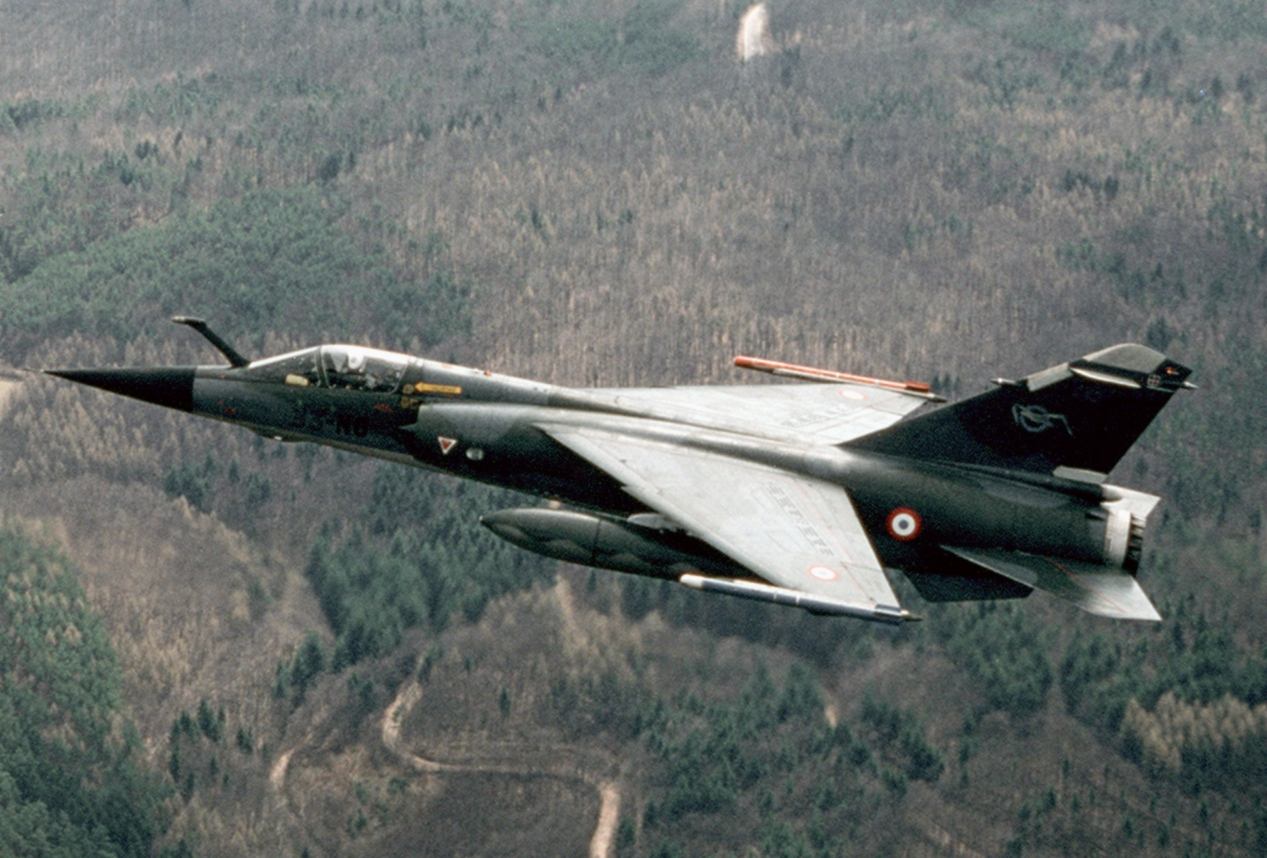
یک فروند از مدل شناسایی میراژ اف۱ در سال ۱۹۸۷

جستجوی نیروی هوایی فرانسه برای طراحی جایگزینی تواناتر برای میراژ ۳ از دهه ۱۹۶۰ یعنی زمانی که هنوز میراژ ۳ در خط تولید بود، آغاز شد. ایده‌های اولیه قابلیت برخاست و فرود عمودی و داشتن بال‌های متحرک را شامل می‌شد. ابتدا میراژ۳ که جنگنده‌ای نسبتاً بزرگ با بال‌های دلتای متغیر بود طراحی شد. بال‌های متغیر به هواپیما اجازه می‌داد که با توجه به نوع پرواز درجه خمیدگی بال خود را انتخاب کند. اما در جریان پروازهای آزمایشی مشخص شد که پرواز در ارتفاع پایین با بال‌های مثلثی بسیار دشوار است. سپس هواپیمای دیگری که برای پرواز بهتر در ارتفاع پایین طراحی شده بود نظر نیروی هوایی فرانسه را به خود جلب کرد. این هواپیما که میراژ اف۲ نام گرفته بود، بدنه پروازی میراژ را داشت اما از بال‌ها و دم متعارف‌تری استفاده می‌کرد. اما همچنان داسو معتقد بود که هواپیمای کوچکتر برای ایفای نقش جنگنده مناسبتر است. در نتیجه مدل کوچک‌شده‌ای از میراژ اف۲ با موتور ارتقایافته Atar ساخته شد.
بازگشت داسو از بال مثلثی به بال ذوزنقه‌ای با پیشرفت‌های فنی ممکن شد که تولید بال‌های فوق‌العاده نازک و در عین حال مستحکم را امکان‌پذیر می‌کرد و هواپیما را قادر می‌ساخت که در پروازهای مافوق صوت نیز در حد و اندازه هواپیمایی با بال دلتا ظاهر شود. یکپارچگی بدنه پروازی هم این اجازه را به هواپیما می‌داد که سوخت بیشتری با خود حمل کند. اولین پیش‌نمونه این هواپیما که در میراژ اف۱ نامگذاری شده بود در دسامبر ۱۹۶۶ به پرواز درآمد و طرح‌های بزرگتر و پرهزینه‌تر میراژ ۳ژ و میراژ اف۲ کنار گذاشته شدند. میراژ اف۱ بالاخره در سال ۱۹۷۳ به ارتش فرانسه پیوست و در سال‌های بعد به یازده کشور دنیا صادر شد. میراژ اف-۱ تا سال ۱۹۸۴ جنگنده استاندارد نیروی هوایی فرانسه محسوب می‌شد. در این سال میراژ ۲۰۰۰ که بازگشت دوباره شرکت داسو به بال دلتا بود، به ارتش فرانسه پیوست و جایگزینی تدریجی میراژهای اف-۱ با میراژ ۲۰۰۰ آغاز شد.

## مدل‌ها
- میراژ اف۱آ

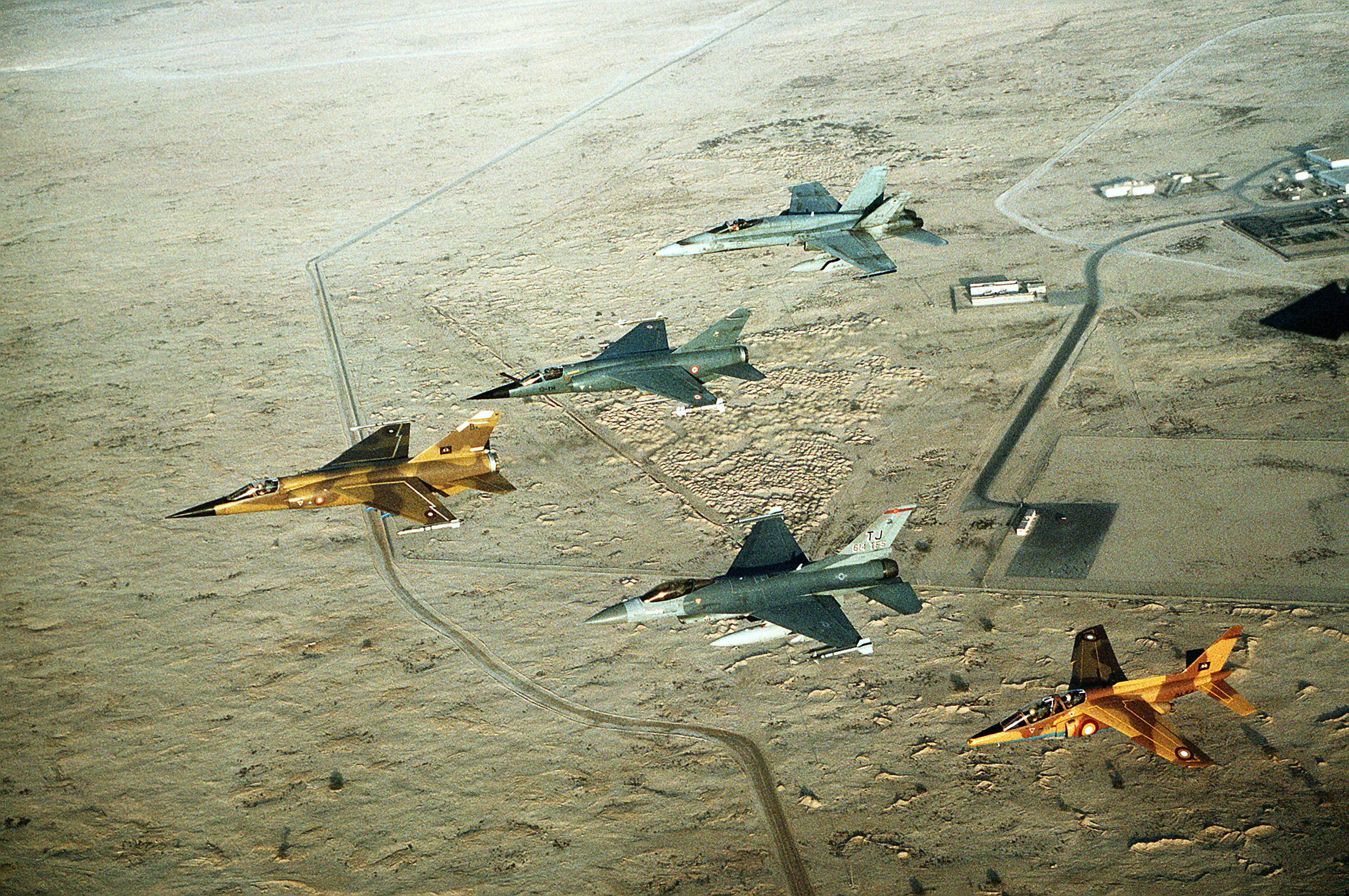
یک فروند میراژ اف۱ (جلو) در کنار جنگنده‌های اف-۱۶، اف-۱۸ و آلفاجت

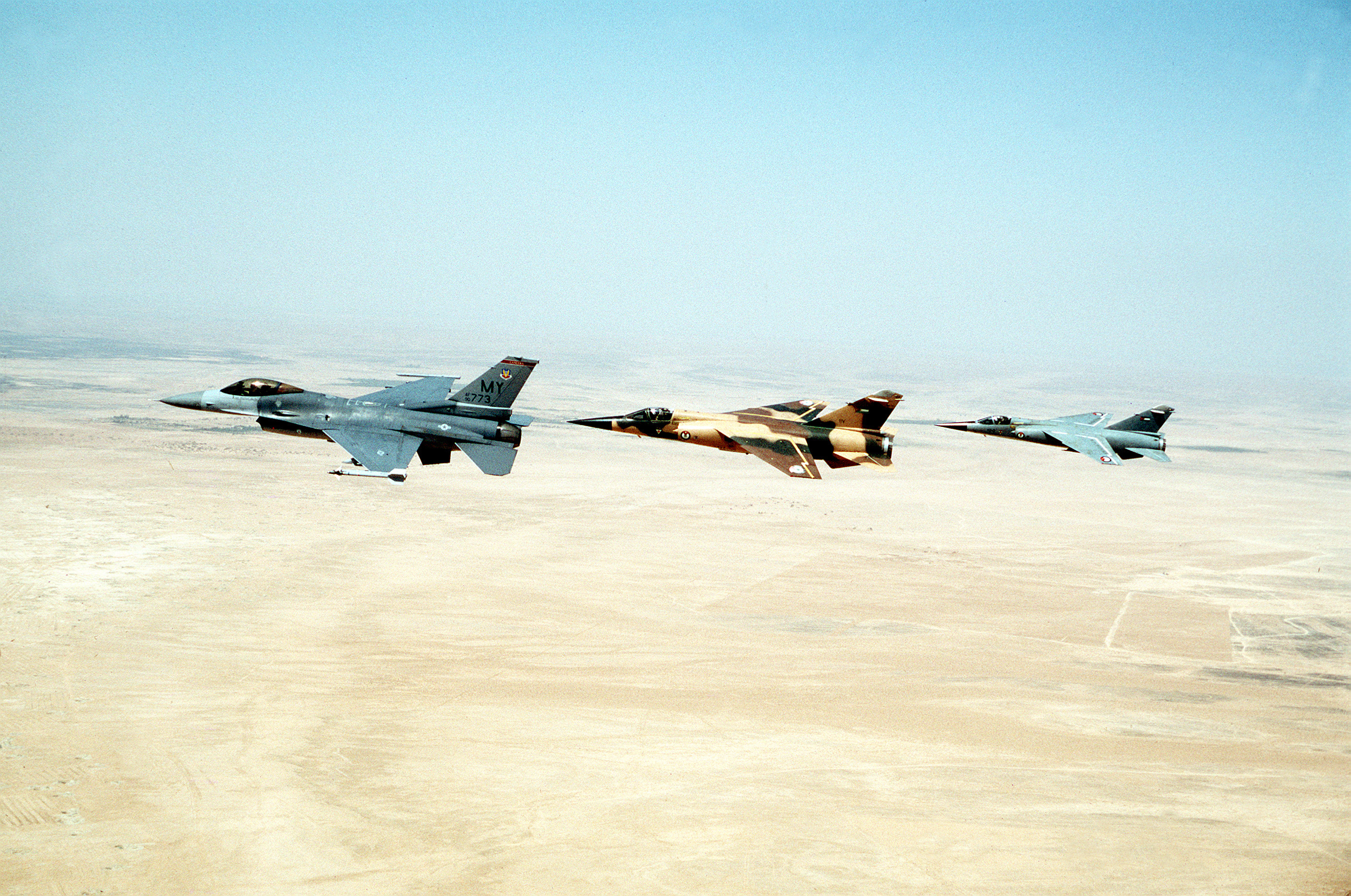
یک اف-۱۶ آمریکایی (جلو) و دو میراژ اف۱ اردنی (عقب)

مدل حمله به زمین ساده شدهٔ میراژ اف۱ که برخی تجهیزات آن حذف شده و جای بیشتری برای حمل سوخت داشت. رادار Cyrano از این مدل برداشته شده و دماغه هواپیما مخروطی‌تر شده بود. اف-۱آ یک هواپیمای حمله به زمین بود که فقط در طول روشنایی روز توانایی انجام عملیات را داشت. در این هواپیما از یک دید لیزری بهره می‌برد و می‌توانست از فاصله ۵ کیلومتری هدفی را برای دنبال کردن و رهاسازی اتوماتیک بمب تعیین کند.
- میراژ اف۱ث

مدل رهگیر شبانه‌روزی در تمامی شرایط جوی با رادار کنترل آتش Thomson-CSF Cyrano IV و نمایشگر HUD که تمامی اطلاعات پروازی را در محدوده دید خلبان قرار می‌داد.
- میراژ اف۱ئی

مدل تقویت‌شدهٔ میراژ اف۱ث با رادارهای ارتقایافته سیرانو. قابلیت‌های اضافه شده به این مدل شامل نقشه‌برداری هوایی زمینی و تجهیزاتی برای پیگیری مستمر اهداف و یک سامانهٔ پیشرفتهٔ ناوبری گرانشی می‌شد. تجهیزات انتخابی برای این مدل هم شامل رادار ناوبری داپلر و مسافت‌یاب لیزری می‌شد.
- میراژ اف۱ث‌تی

مدل بهینه‌سازی‌شده میراژ اف۱ث برای حمله به زمین و پشتیبانی نزدیک هوایی. این بهینه‌سازی از سال ۱۹۹۲ آغاز شد.
- میراژ اف۱ث‌آر

مدل مخصوص عملیات‌های شناسایی میراژ اف۱ با رادارها، دوربین‌ها و سنسورهای مخصوص تصویربرداری.

## جنگ ایران و عراق
عراق در جنگ با ایران در مجموع ۹۳ فروند از این جنگنده‌ها از فرانسه خریداری کرد و به‌طور گسترده از آن‌ها برای عملیات‌های شناسایی، حمله به اهداف زمینی و حمله به کشتی‌ها استفاده کرد.
اولین پیروزی یک جنگنده عراقی در جنگ هوایی با اف-۱۴ تام‌کت‌های ایران در این جنگ در پائیز ۱۳۶۰ به دست آمد که با چندین پیروزی دیگر در ماه‌های بعدی همراه شد و تأثیر بسیاری در بازگرداندن روحیه خلبانان نیروی هوایی عراق داشت که تنها در ۶ ماهه اول جنگ ۵۰ هواپیمای خود را در جنگ هوایی با اف-۱۴های ایرانی از دست داده بودند. در سال ۱۹۸۷ هم یک اف-۱ عراقی با دو موشک ضد کشتی اگزوسه ناوچه موشک‌انداز آمریکایی یواس‌اس استارک را در خلیج فارس مورد هدف قرار داد که باعث آسیب دیدن این کشتی شد. در سال ۱۹۹۱ در جریان جنگ اول خلیج فارس چندین فروند هواپیمای میراژ اف ۱ نیروی هوایی عراق از عراق به ایران گریختند و از سال ۱۹۹۲ در خدمت نیروی هوایی ایران قرار گرفتند. ایران در مجموع ۲۴ فروند F1EQ و F1BQ دارد.
در طول جنگ ایران و عراق دست کم ۳۳ فروند میراژ اف-۱ به وسیلهٔ اف-۱۴های ایرانی سرنگون گردید که این آمار به وسیله منابع ایرانی، غربی و عراقی مورد تأیید قرار گرفته است. دو فروند نیز به وسیلهٔ اف ۴ فانتوم سرنگون شد.

## کاربران

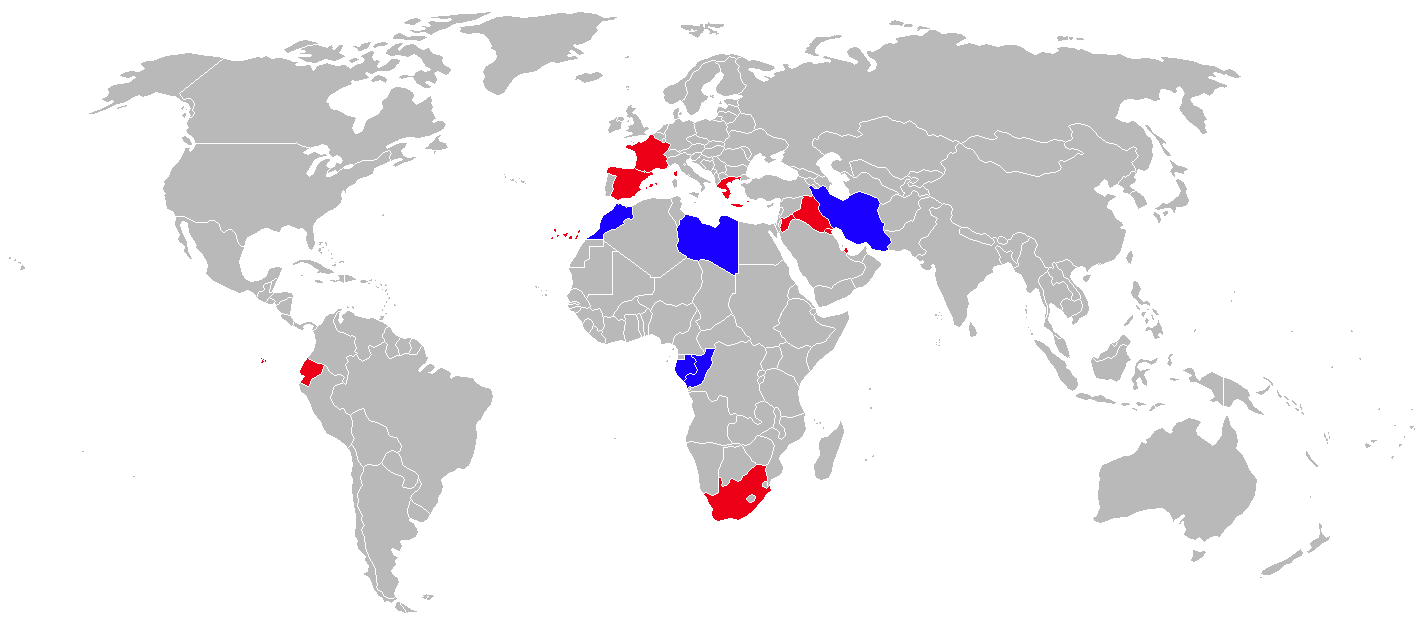
کاربران اف-۱، فعلی (آبی)، سابق (قرمز)

در مجموع ۷۲۰ فروند میراژ اف-۱ تولید شده و در اختیار ۱۳ کشور دنیا قرار گرفت. از این تعداد ۵ کشور در خاورمیانه، ۴ کشور در آفریقا، ۳ کشور در اروپا و ۱ کشور در آمریکای جنوبی قرار دارند.

### کاربران فعلی
گابن

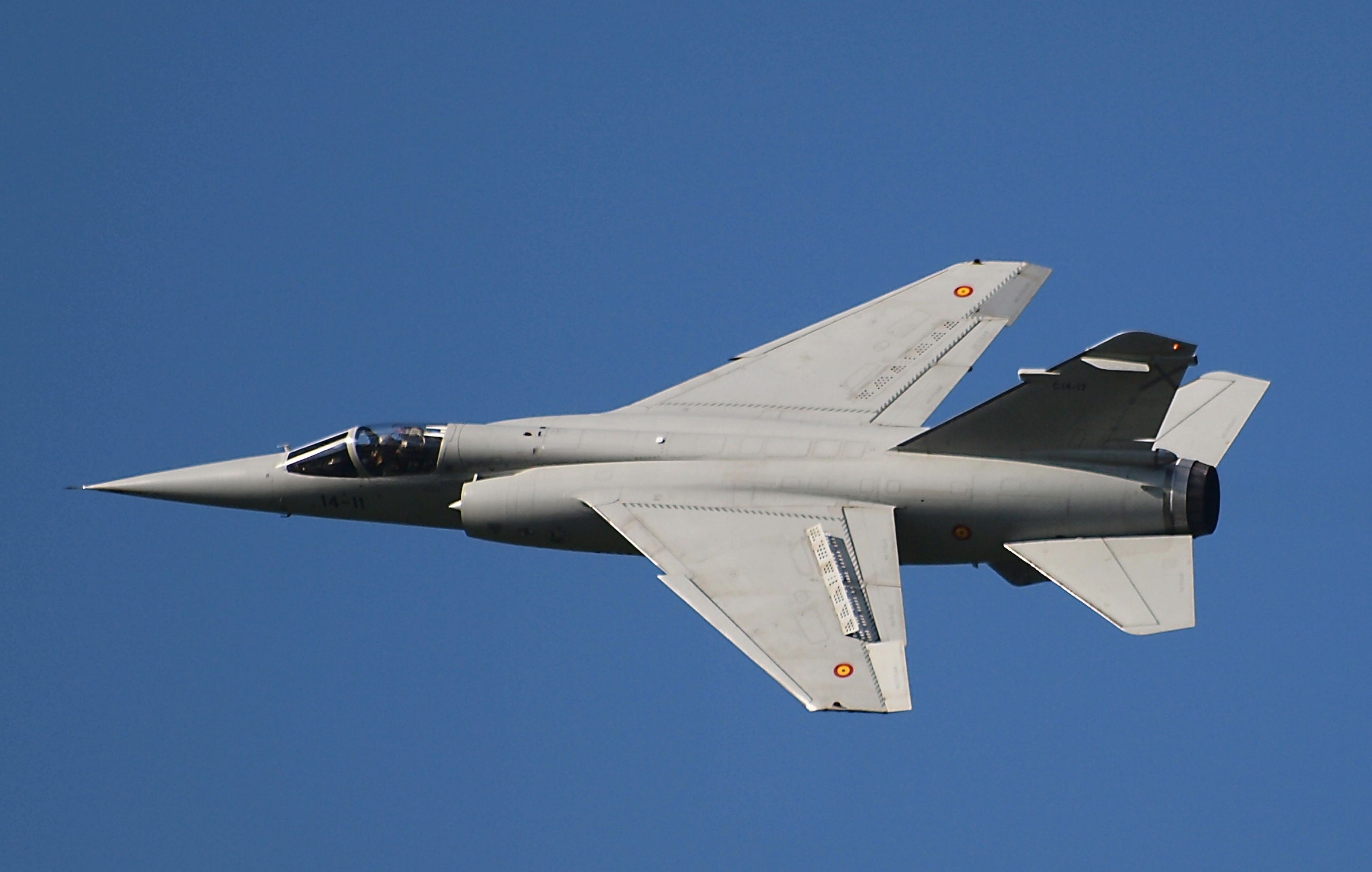
میراژ اف۱ام، مدل مدرنیزه اسپانیایی

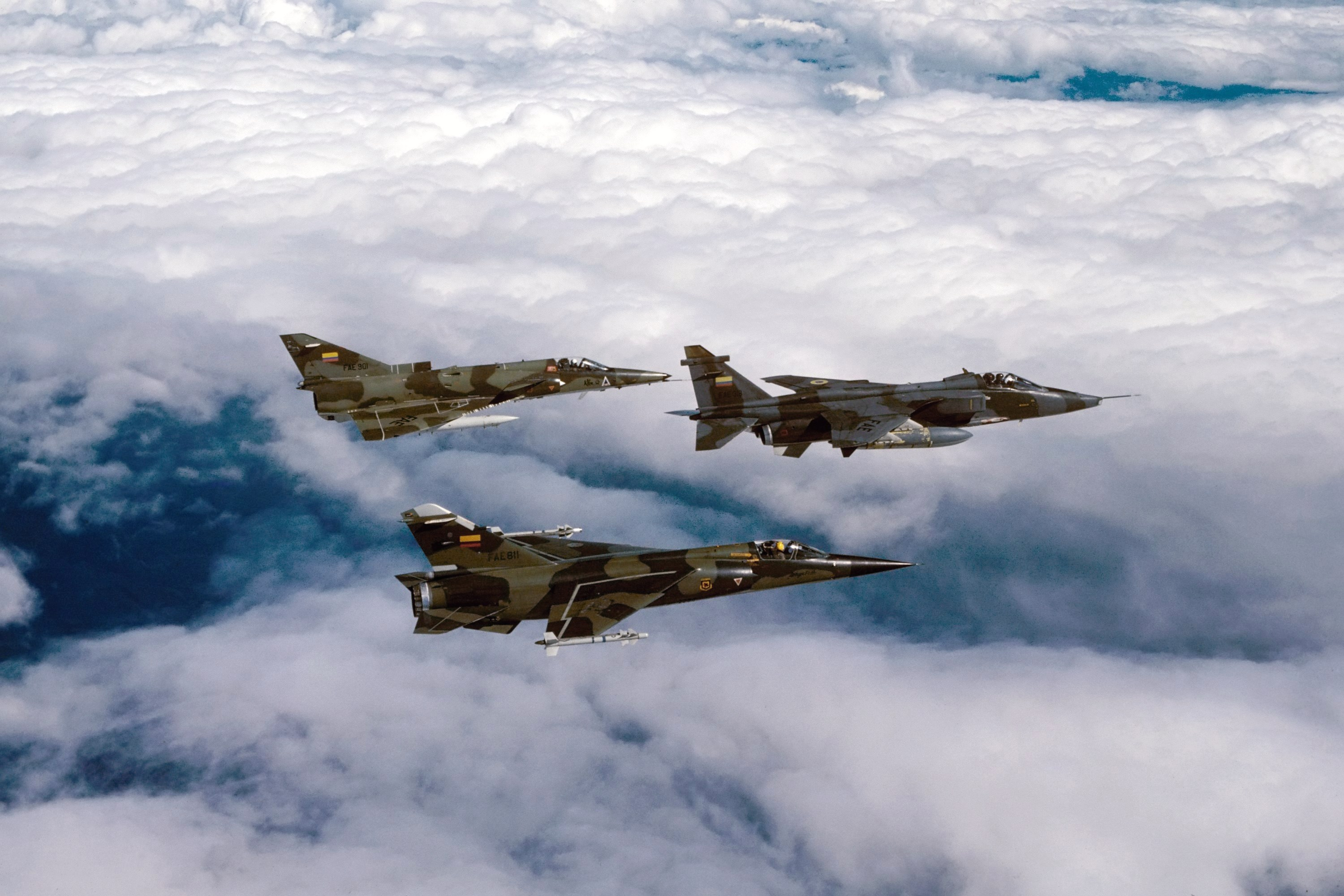
سه جنگنده اکوادوری، از بالا جگوار، میراژ اف۱، کفیر

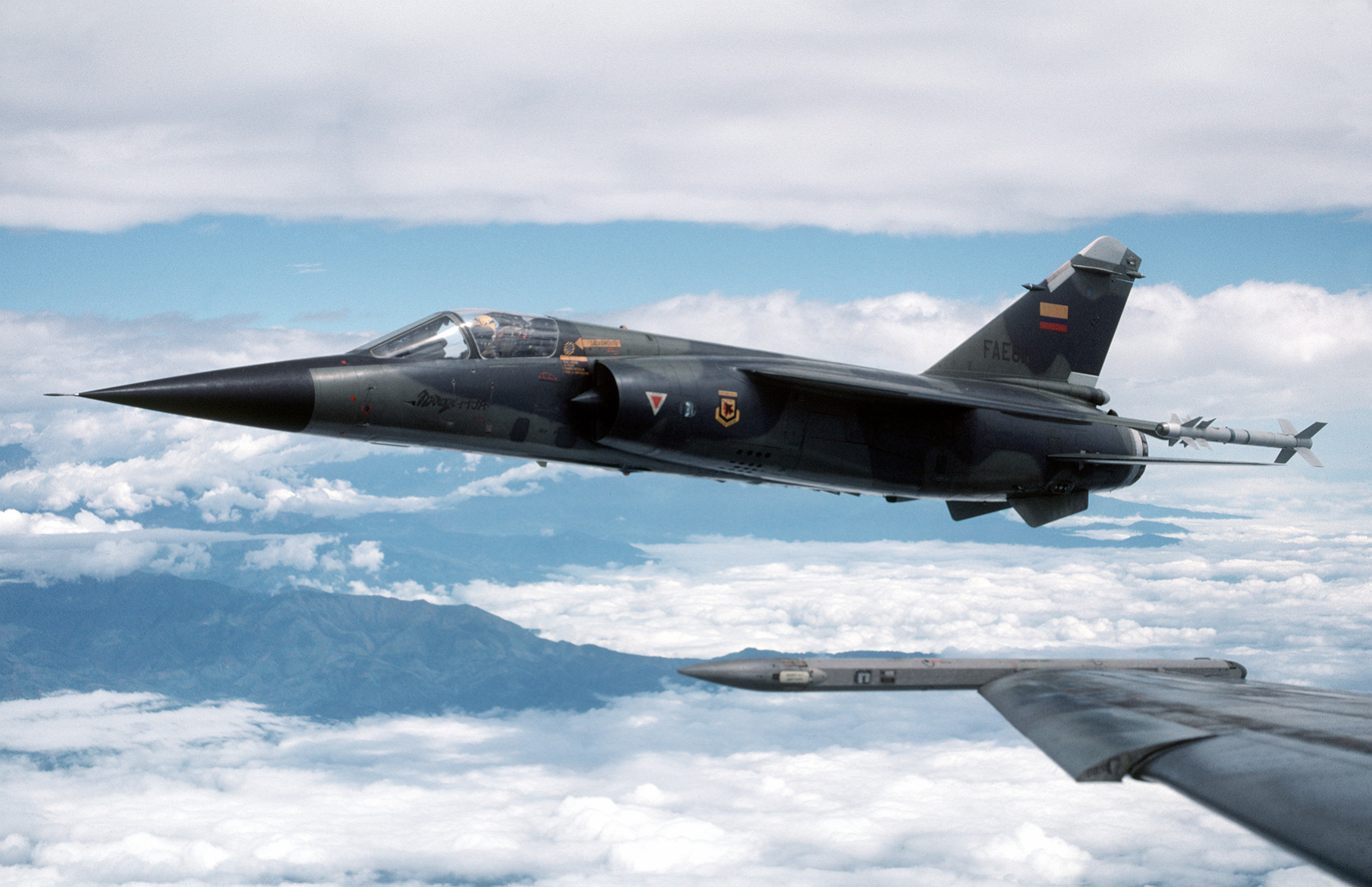
میراژ اف۱ اکوادوری با موشک هوابه‌هوای ماژیک در نوک بال

- نیروی هوایی گابن: سفارش خرید ۸ فروند از میراژ اف۱های AZ (مدل مخصوص حمله به زمین) دست دوم آفریقای جنوبی را داده که ۶ فروند تحویل داده شده است.

 ایران
- نیروی هوایی ایران: ۲۴ فروند میراژ اف - ۱ عراقی در جریان جنگ آزادسازی کویت (جنگ اول خلیج فارس) به ایران گریختند. ایران هم این میراژها را به عنوان بخشی از خسارت جنگ تحمیلی به غنیمت گرفت و این جنگنده‌ها را در نیروی هوایی ارتش بکار گرفته است.

 لیبی
- نیروی هوایی لیبی: ۳۸ فروند میراژ اف-۱ را خریداری کرد. ۱۶ فروند از مدل AD، مدل مخصوص حمله به زمین، بودند که رادار نداشت و به جای رادار به یک لوله سوخت‌گیری مجهز شده بود. میراژها در جنگ‌های سال ۱۹۸۱ و ۱۹۸۳ نمایش موفقی در جنگ با چاد داشتند اما در سال‌ها بعد همه آن‌ها بر اثر نبود قطعات یدکی زمین‌گیر شدند. قراردادی برای نوسازی ۱۲ فروند از آن‌ها بسته شده و چهار فروند دوباره به خدمت نظامی برگشتند.[۷] در جریان جنگ داخلی لیبی ۲ فروند هم به مالت پناهنده شدند.[۸][۹] در سال ۲۰۱۰ قراردادی برای فعال‌سازی مجدد میراژهای لیبیایی با فرانسه به امضا رسید.

 مراکش
- نیروی هوایی مراکش: ۵۰ فروند خریداری کرد که ۴۰ فروند از آن‌ها همچنان فعال هستند و ۷ فروند به استاندارد ASTRAC ارتقاء یافته‌اند.[۱۰]

### کاربران سابق
فرانسه
- نیروی هوایی فرانسه، در مجموع ۲۴۶ فروند برای نیروی هوایی فرانسه ساخته شد که در تاریخ ۱۳ ژوئن ۲۰۱۴ به‌طور کامل این جنگنده در نیروی هوایی فرانسه از رده خدمت خارج شد.

 اکوادور
- نیروی هوایی اکوادور، ۱۶ فروند اف-۱ JA و ۱۶ فروند اف-۱ JE در اختیار داشت که در سال ۲۰۱۱ از خدمت خارج شده و با جنگنده‌های اطلس چیتای تولید آفریقای جنوبی (مدل ارتقایافته‌ای از میراژ ۳) جایگزین شدند.[۱۱]

 یونان
- نیروی هوایی یونان، ۴۰ فروند اف-۱ CG در اختیار داشت که آن‌ها را با اف-۱۶ و میراژ ۲۰۰۰ جایگزین کرد.

 عراق
- نیروی هوایی عراق، از سال ۱۹۸۰ تا ۱۹۸۹ , ۱۰۸ فروند میراژ اف-۱ را دریافت کرد که در جنگ با ایران موفق‌ترین جنگنده عراقی چه در نبردهای هوایی و هم در مأموریت‌های ضربتی برای حمله به اهداف سطحی بودند. در سال ۲۰۱۱ دولت فرانسه پیشنهاد کرد که ۱۸ فروند از میراژهای خود را نوسازی و به‌روزرسانی کرده و به عراق بفروشد.[۱۲]

 اردن
- نیروی هوایی سلطنتی اردن، ۳۶ فروند میراژ اف-۱ را در اوایل دهه ۱۹۸۰ خریداری کرد. آمریکایی‌ها مدل ضعیف‌شده‌ای از اف-۱۶ با نام اف-۱۶–۷۹ را به اردن پیشنهاد داده بودند که به جای موتورهای استاندارد توربوفن پرت اند ویتنی از موتور توربوجت جی-۷۹ نیرو می‌گرفت اما اردنی‌ها میراژ اف۱ را به این مدل از اف-۱۶ ترجیح دادند. در سال‌های بعد مدل‌های اصلی اف-۱۶ و همین‌طور میراژ ۲۰۰۰ به اردن فروخته شد و میراژ اف-۱های اردن تا سال ۲۰۰۷ با اف-۱۶ جایگزین شدند.

 کویت
- نیروی هوایی کویت، ۲۷ فروند از مدل تک‌سرنشینه CK و ۶ فروند مدل دوسرنشینه BK را خریداری کرد. در دهه ۱۹۹۰ با اف/ای-۱۸ هورنت جایگزین شده و در انبار نگهداری می‌شوند.

 قطر
- نیروی هوایی قطر، ۱۵ فروند میراژ اف-۱ در اختیار داشت که آن‌ها را با میراژ ۲۰۰۰ جایگزین کرده و تعدادی از آن‌ها را به اسپانیا فروخت.

 آفریقای جنوبی
- نیروی هوایی آفریقای جنوبی، ۴۸ فروند میراژ اف-۱، شامل ۳۲ فروند مدل حمله به زمین بدون رادار AZ و ۱۶ فروند مدل چندمنظوره CZ، را خریداری کرده و از آن‌ها در جنگ‌های مرزی با آنگولا استفاده کرد. میراژ اف۱ها تا سال ۱۹۹۷ در نیروی هوایی این کشور فعال بودند و در این سال با جنگنده سوئدی نسل چهار + ساب ۳۹ گریپن جایگزین شدند.

 اسپانیا
- نیروی هوایی اسپانیا، در دهه ۱۹۷۰ در مجموع ۷۳ فروند از فرانسه خریداری کرد و در دهه ۱۹۹۰ هم ۲۴ فروند میراژ اف-۱ دست دوم قطری و فرانسوی را به آن‌ها اضافه کرد. این هواپیما در سال ۲۰۱۳ به‌طور کامل از نیروی هوایی این کشور خارج شده و با جنگنده یوروفایتر تایفون که تولید کنسرسیوم اروپایی شامل: بریتانیا، اسپانیا، ایتالیا، آلمان بود جایگزین شده است.[۱۳] در سال ۲۰۱۳ اعلام شد که آرژانتین ۱۶ فروند از میراژهای اسپانیایی را به قیمت ۱۷۰ میلیون یورو خریداری می‌کند تا آن‌ها را جایگزین میراژ ۳‌های قدیمی خود کند.[۱۴]

## خدمت در ایران
این هواپیماها در حالی وارد ایران شدند که نه تنها هیچ کتاب راهنما و دفترچه فنی به همراه نداشتند، بلکه همه آن‌ها فاقد جایگاه‌های حمل جنگ‌افزار بودند. قطعات یدکی نیز برای این هواپیما موجود نبود و این در حالی بود که سطح فناوری‌های میراژ اجازه نمی‌داد از آن صرف نظر شود؛ بنابراین با تصمیم منصور ستاری، فرمانده نیروی هوایی ارتش جمهوری اسلامی ایران متخصصان ایرانی دست به کار شدند و برای عملیاتی کردن این هواپیما بدون مراجعه به کشور سازنده اقدام نمودند. با راه‌اندازی و اورهال این هواپیماها، یک فروند هواپیمای میراژ اف۱ در تابستان ۱۳۷۲ در پایگاه همدان آماده پرواز شد. با توجه به این‌که جنگنده میراژ اف۱ هواپیمای سازمانی نیروی هوایی محسوب نمی‌شد و هیچ کتاب آموزشی، تجهیزات زمینی یا برخی ملزومات اساسی برای پرواز میراژ در دسترس نبود، باید خلبانی باتجربه، ریسک پرواز با این جنگنده ناآشنا را برعهده می‌گرفت. در این میان سرهنگ بهروز نقدی‌بیک با اتکا به تجربیاتش از هواپیمای فانتوم، داوطلب اولین پرواز با میراژ شد. سرهنگ خلبان بهروز نقدی‌بیک ۲۴ مهر ۱۳۷۲ نخستین پرواز با این جنگنده را در پایگاه هوایی نوژه در حضور فرمانده نیروی هوایی ارتش با موفقیت انجام داد که این اتفاق، سرآغاز به خدمت‌گیری این جنگنده در ناوگان عملیاتی نیروی هوایی ایران شد.

## مشخصات (میراژ اف۱)

طرح سه نمای جنگنده میراژ اف۱.

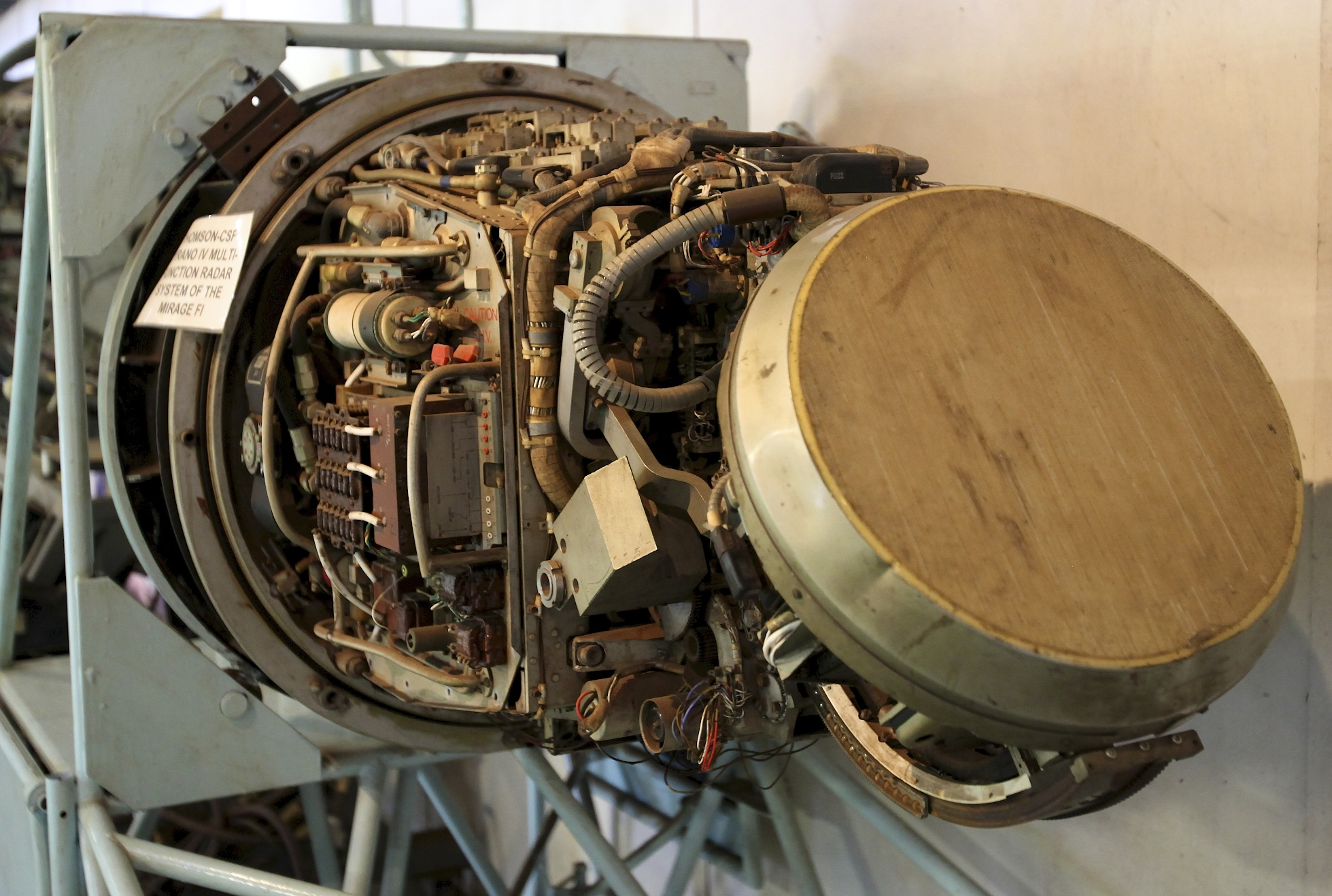
Thomson CSF Cyrano IV radar unit

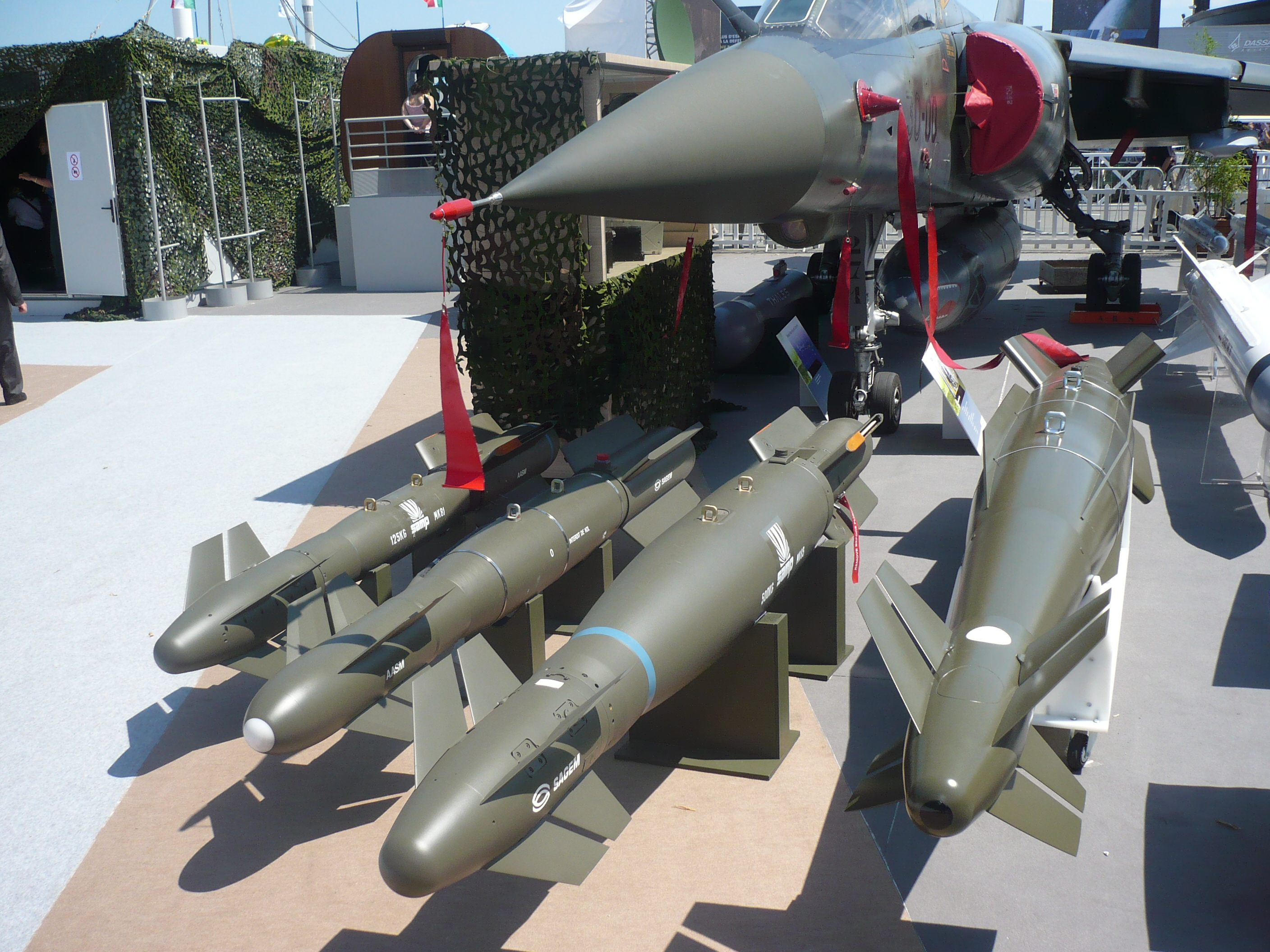
Assorted 125kg, 250kg, 500kg, and 1000kg bombs besides a Mirage F1

داده‌ها از Jane's All The World's Aircraft 1988–89,
ویژگی‌های عمومی
- خدمه: ۱
- طول: ۱۵٫۳ متر (۵۰ فوت ۲ اینچ)
- پهنای بال: ۸٫۴ متر (۲۷ فوت ۷ اینچ)
- ارتفاع: ۴٫۵ متر (۱۴ فوت ۹ اینچ)
- مساحت بال‌ها: ۲۵ متر مربع (۲۷۰ فوت مربع)
- وزن خالی: ۷٬۴۰۰ کیلوگرم (۱۶٬۳۱۴ پوند)
- وزن ناخالص: ۱۰٬۹۰۰ کیلوگرم (۲۴٬۰۳۰ پوند) (clean take-off weight)
- بیشترین وزن برخاست: ۱۶٬۲۰۰ کیلوگرم (۳۵٬۷۱۵ پوند)
- پیشرانه: ۱ عدد موتور توربوجت دارای پس سوز اسنکما آتار ۹ کی-۵۰, ۴۹٫۰۳ کیلونیوتن (۱۱٬۰۲۰ پوند-نیرو) thrust   [۱۹] dry, ۷۰٫۶ کیلونیوتن (۱۵٬۹۰۰ پوند-نیرو) با پس‌سوز

عملکرد
- حداکثر سرعت: ۲٬۳۳۸ کیلومتر بر ساعت (۱٬۴۵۳ مایل بر ساعت، ۱٬۲۶۲ گره) at ۱۱٬۰۰۰ متر (۳۶٬۰۰۰ فوت)[۱۹]
- حداکثر سرعت: ۲٫۲ ماخ
- بُرد رزمی: ۴۲۵ کیلومتر (۲۶۴ مایل، ۲۲۹ مایل دریایی) hi-lo-hi at ماخ ۰٫۷۵/۰٫۸۸ با ۱۴ × ۲۵۰ کیلوگرم (۵۵۱ پوند) بمب
- بُرد معبر: ۳٬۳۰۰ کیلومتر (۲٬۱۰۰ مایل، ۱٬۸۰۰ مایل دریایی) با حداکثر سوخت خارجی[۲۰]
- مداومت پروازی: ۲ ساعت و ۱۵ دقیقه (combat air patrol, with 2 × Super 530 missiles and centreline drop tank)
- حداکثر ارتفاع: ۲۰٬۰۰۰ متر (۶۶٬۰۰۰ فوت)
- نرخ صعود: ۲۴۳ متر بر ثانیه (۴۷٬۸۰۰ فوت بر دقیقه)
- نیرو/وزن: 0.66[۲۱]

تسلیحات

- اسلحه‌ها: ۲ قبضه توپ ۳۰ میلی‌متری (۱٫۱۸ اینچی) دِفا ۵۵۳ با ۱۵۰ گلوله در هر اسلحه
- آویزگاه‌های حمل سلاح: 1 centreline pylon, four underwing and two wingtip pylons با ظرفیت 6,300 kg (13,900 lb) (practical maximum load 4,000 kg (8,800 lb))، با قابلیت حمل ترکیبی از:
  - راکت‌ها: ۸× Matra rocket pods with 18× SNEB 68 mm rockets each
  - بمب‌ها: انواع بمب‌ها
  - سایر: غلاف‌های شناسایی یا مخازن سوخت خارجی
- موشک‌ها: ۲× ایم-۹ سایدوایندر یا آر۵۵۰ مجیک در سربالها، ۲× ماترا آر-۵۳۰ یا ماتراسوپر ۵۳۰ اف در زیر بالها، ۱× موشک ضدکشتی ای ام-۳۹ اگزوسه، ۲× ای اس-۳۰ال موشک هدایت لیزری